# Islas del Ibicuy (departamento)

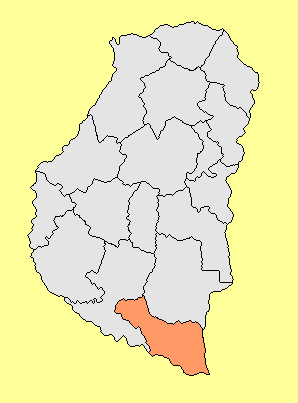
Localização da província de Entre Ríos na Argentina

Islas del Ibicuy é um departamento da Argentina, localizado na província de Entre Ríos. Sua capital é a cidade de Ibicuy.